# Karl Ritter (Widerstandskämpfer)
Karl Gustav Wilhelm Ritter (geb. 30. Oktober 1877 in Frankfurt (Oder); gest. Spätsommer 1933 im KZ Sonnenburg) war ein deutscher Stellmacher und Widerstandskämpfer gegen den Nationalsozialismus. Er war eines der frühesten Opfer des Hitler-Regimes.

## Leben
Ritters Eltern waren Carl und Ottilia Ritter, geborene Polansky. Er war das erste von drei Kindern. Ritter erlernte im elterlichen Betrieb Handwerkbetriebe Hufschlag & Wagenbau den Beruf des Stellmachers. Nach dem Tod des Vaters arbeitete er wegen Erbstreitigkeiten in anderen Betrieben. Auf Grund seiner Berufszugehörigkeit kam Ritter mit gewerkschaftsnahen Kreisen in Kontakt. Ritter nahm 1917 an den revolutionären Kämpfen in Russland teil, war Gewerkschaftsfunktionär im „Deutschen Holzarbeiterverband“ und engagierte sich in der SPD. 
Ritter wohnte zuletzt in der früheren Holzhofstraße 18 (heute Kopernika Mikołaja 18) in Frankfurt (Oder), im Stadtteil Dammvorstadt (Vorläufer des heutigen Słubice).
Zum Grund seiner Verhaftung durch die Nationalsozialisten gibt es widersprüchliche Quellen. Er soll im März 1933 in der Frankfurter Gaststätte Walter Gerschwitz, Breite Straße 6 im angetrunkenen Zustand gesagt haben, „Die Nazis sollte man alle mit der Wagenrunge totschlagen.“ Nach einer anderen Quelle wurde Ritter nach der Organisation eines Protestmarsches am 1. Mai 1933 am darauf folgenden Tag festgenommen. Nach übereinstimmenden Quellen wurde er im Frühjahr 1933 ins Konzentrationslager Sonnenburg verbracht.
Im August oder September desselben Jahres verstarb er im KZ Sonnenburg. Für die Todesursache gibt es zwei verschiedene Angaben – Selbsttötung oder Nachwirkungen der Folter während der Haft. Ein ehemaliger Mithäftling Karl Ritters soll ausgesagt haben: „Dieser wurde in der Nacht derartig geprügelt, dass er am anderen Morgen tot war. Es wurde das Gerücht verbreitet, Ritter habe sich aufgehängt. Fest steht jedoch, dass Ritter zu Tode geprügelt wurde.“

## Gedenken
Am 11. September 1948 beschlossen die Stadtverordneten von Frankfurt (Oder), den Magazinplatz nach dem Widerstandskämpfer Karl Ritter zu benennen. Diese Freifläche war ursprünglich nach dem 1741 errichteten großen Militär-Magazin aus Fachwerk benannt, an welches der Platz nördlich angrenzte. Geprägt wird der Karl-Ritter-Platz vor allem durch das am 31. Oktober 1909 eingeweihte Gemeinde- und Pfarrhaus der Evangelischen Kirchengemeinde Sankt Georg.

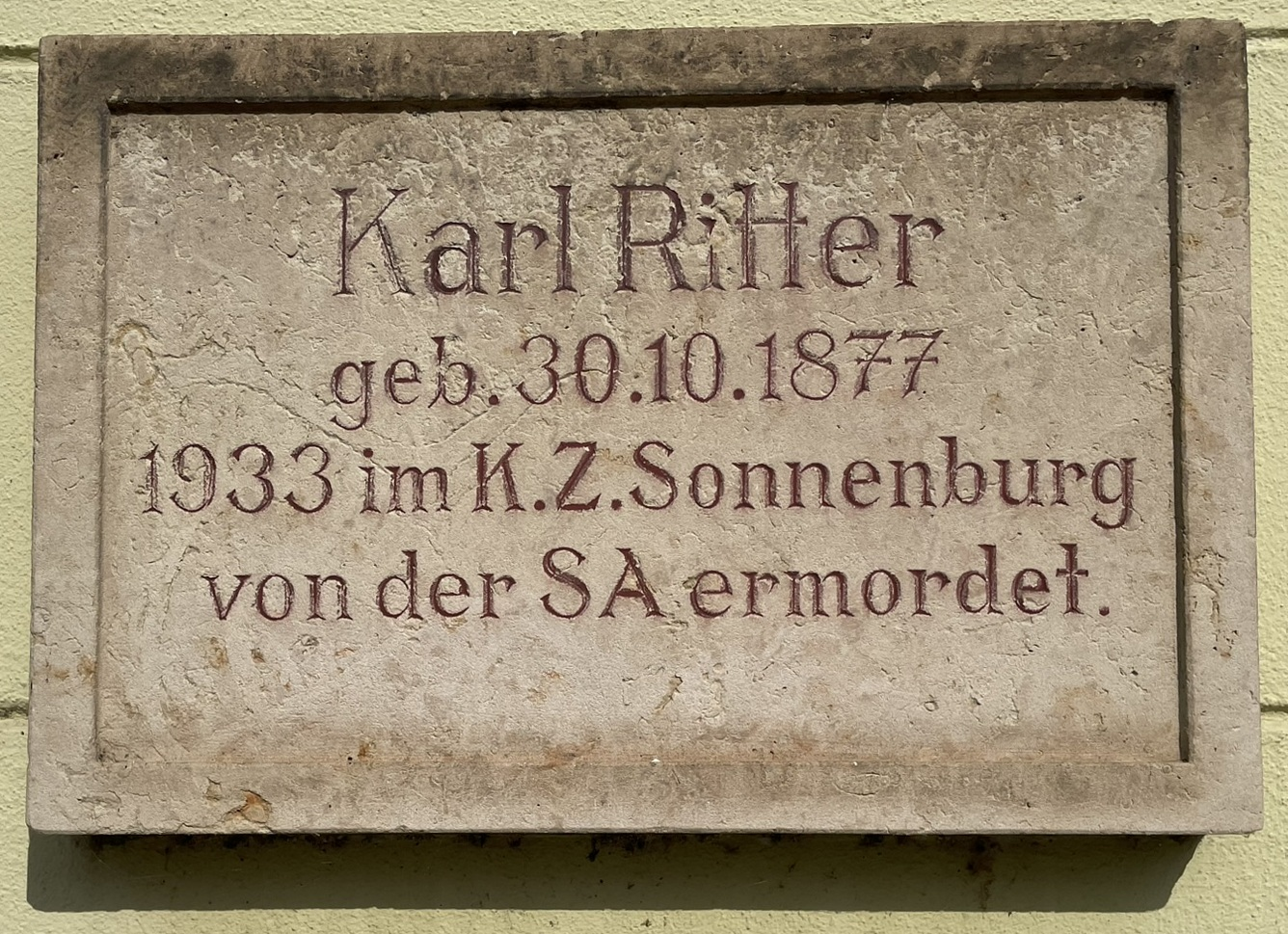
Gedenktafel am Gebäude Karl-Ritter-Platz 1 in Frankfurt (Oder)

Am 25. Juli 1960 wurde am Haus Karl-Ritter-Platz Nr. 1 eine Gedenktafel für den Widerstandskämpfer angebracht. Die Anbringung erfolgte auf Vorschlag der VdN-Sozialkommission beim Rat der Stadt Frankfurt (Oder). Gestaltet wurde die Gedenktafel vom Frankfurter Steinbildhauermeister Grams.
Am 12. November 2009 verlegte Gunter Demnig an der Ecke ul. Kopernika/Wawrzyniaka in Słubice, der früheren Dammvorstadt von Frankfurt an der Oder, einen Stolperstein für Ritter.

## Nachweise
1. ↑  Stolpersteine in Frankfurt (Oder) und Słubice. (PDF; 845 kB) In: juedischesfrankfurtvirtuell.de. Archiviert vom Original am 26. März 2016; abgerufen am 30. März 2023.
2. ↑  Karl-Ritter-Platz. In: www.museum-viadrina.de. Archiviert vom Original am 8. März 2016; abgerufen am 8. März 2016.
3. ↑  Politisch Verfolgte (12). In: stolpersteine-ffo.de. Abgerufen am 30. März 2023.
4. ↑  Karl Ritter. In: www.aktionsbuendnis-brandenburg.de. Archiviert vom Original am 7. April 2016; abgerufen am 7. April 2016.

| Personendaten    | Personendaten                                                              |
| ---------------- | -------------------------------------------------------------------------- |
| NAME             | Ritter, Karl                                                               |
| ALTERNATIVNAMEN  | Ritter, Karl Gustav Wilhelm                                                |
| KURZBESCHREIBUNG | deutscher Stellmacher und Widerstandskämpfer gegen den Nationalsozialismus |
| GEBURTSDATUM     | 30. Oktober 1877                                                           |
| GEBURTSORT       | Frankfurt (Oder)                                                           |
| STERBEDATUM      | 1933                                                                       |
| STERBEORT        | KZ Sonnenburg                                                              |